# Cave di Prun

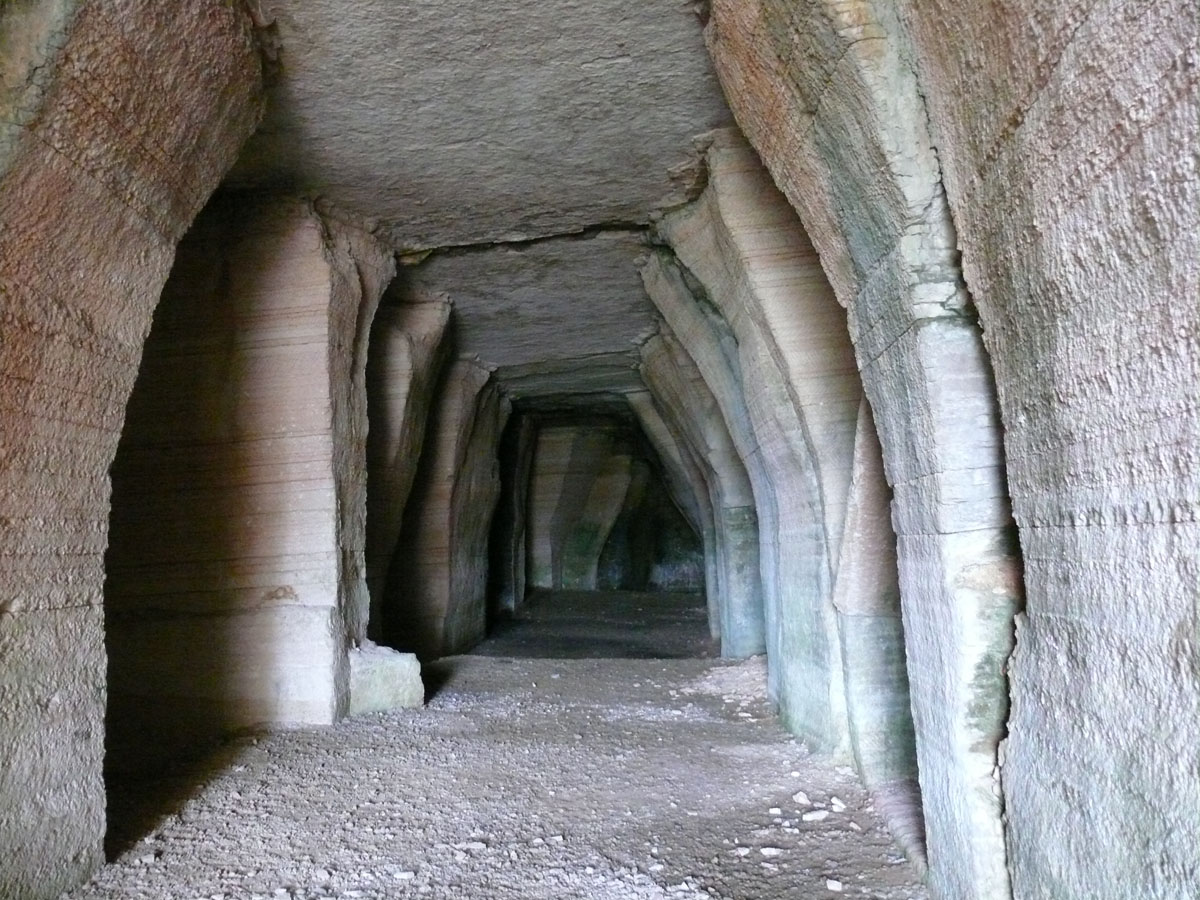
Interno delle cave di Prun

Le cave di Prun sono delle antiche cave sotterranee di pietra che si trovano a Prun, nel comune di Negrar, in provincia di Verona.
Secondi le fonti storiche, queste monumentali cave già esistevano agli inizi del XIII secolo. Intorno al 1360 si sa che le pietre qui estratte venivano portate ad canipam revolti monasterii (nella cantina del monastero) di san Zeno, dove venivano lavorate dai frati. L'utilizzo intensivo però si ebbe a partire dal 1700.
Intorno alla metà del XX secolo queste cave furono completamente abbandonate preferendovi altri scavi realizzati a cielo aperto. Dove una volta si cavava la pietra, oggi si è creato un percorso suggestivo di alcuni chilometri tra i tunnel.
Le pietre che qui venivano estratte andarono ad adornare i principali monumenti di Verona sia, agevolati dal trasporto lungo il fiume Adige e quindi dal Po, in quelli di molte altre città della pianura Padana.

## Galleria d'immagini

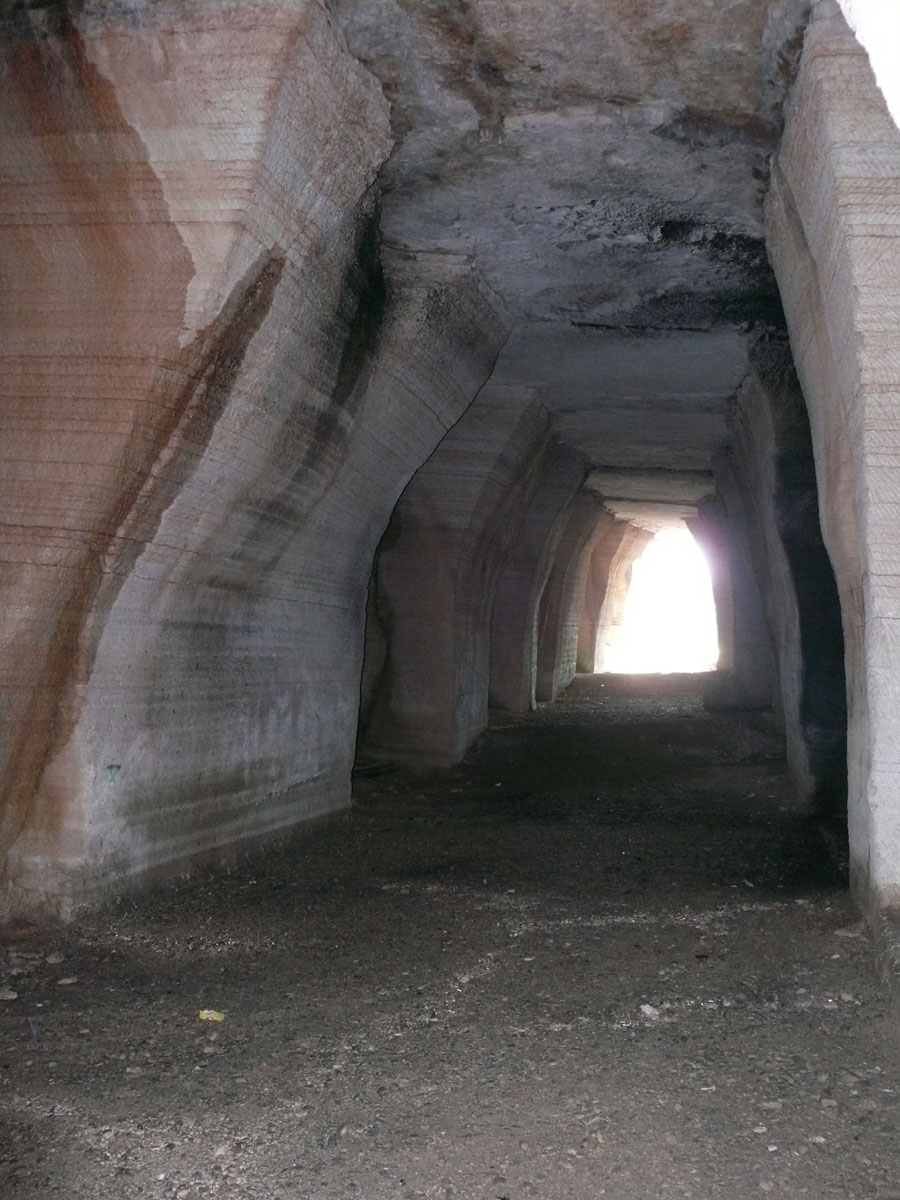
Interno di una galleria
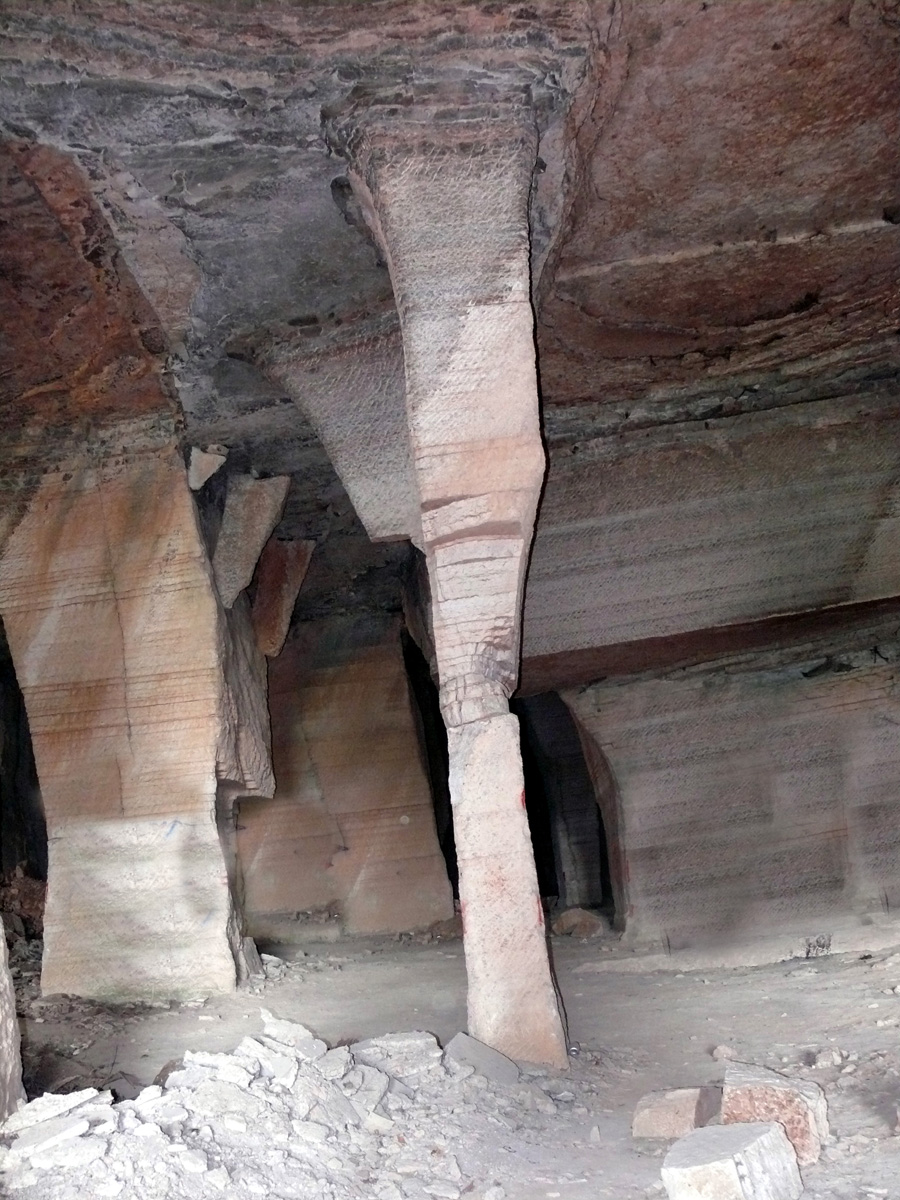
Particolare dello scavo